# Јарослав Хашек
Јарослав Хашек (чеш. Jaroslav Hašek; Праг, 30. април 1883 — Липњице на Сазави, 3. јануар 1923) био је чешки писац који је светску славу стекао недовршеним хумористичко-сатиричним романом „Доживљаји доброг војника Швејка у светском рату“. Роман преведен на многе језике, по њему снимљено више филмова, а адаптиран и за позориште.

## Младост
Рођен је као прво дете Јосефа, гимназијског професора математике и физике, и Катерине (р. Јарешова). Јосефов отац је био сељак и писац, учесник прашке револуције 1848. Јарослав је похађао основну школу и гимназију у Прагу где је уједно служио, од четвтрог разреда основне школе, у цркви Ивана Крститеља помажући свештенику приликом литургије. Први и други разред гимназије је завршио одличним успехом. Отац Јарославов, Јосеф је умро кад је Јарославу било 13 година. Године 1898, када је у Прагу било уведено ратно стање, Јарослав је поцепао проглас о ратном стању што су власти протумачиле као издајнички акт па је тако Јарослав морао да напусти гимназију у 15. години и да ради као апотекарски помоћник код Фердинанда Кокошке. У периоду 1899—1902. студира и завршава Чешку трговачку академију у Прагу, где је уједно научио и руски језик. По завршетку студија се запослио као приправник у "Славија" банци октобра 1902. године. У пролеће 1903. напушта банку и путује Словачком. Његова мајка захтева да се врати назад у банку на посао, што је он и учинио али га банка није хтела примити назад на посао.

## Писац, анархист и револуционар
Године 1903. лута Балканом и објављује свој први литерарни рад (басне). Од 1904. године посвећује се раду у анархистичком покрету Северне Бохемије. У градићу Лом ради као уредник и администратор анархистичког листа Омладина. Овај лист, исте године, финансијски пропада, а Јарослав путује у Немачку. У лето 1905, заједно са својим пријатељима академским сликаром Јарославом Кубином и чланом балета Чешког краљевског народног позоришта Франтишеком Вагнером, полази на промотивни пут до Истре, при чему промовише своју Партију за умерен прогрес у оквиру закона. Све до 1907, Хашек је живео као боем, пишући чланке на социјалне теме и сатире које је објављивао у анархистичким листовима (Нова омладина, Комуна). Године 1906. је упознао Јармилу Мајер, којом се оженио 1910. Од 1909. до 1911. пише чланке у којима извргава руглу политичаре, политичке партије и њихову штампу, које објављује у листу Галерија карикатура. Фебруара 1911. је пао у тешку психичку кризу и покушао да изврши самоубиство, скачући са Карловог моста у Прагу.
У периоду мај-јули 1911. пише кратке приче о добром војаку Швејку и објављује их у часописима Карикатуре и Добра копа да би 1912. објавио књигу Добри војак Швејк и друге чудне догодовштине. У периоду од 1912—1914. живео је код пријатеља, писао хумореске и бавио се кабареом. У фебруару 1915. је био регрутован и послан на руски фронт у Галицији, где је у септембру исте године пао у руско заробљеништво. Из заробљеничког логора прелази у добровољачку јединицу Чехословачки легионари 1916. и бори се на страни Русије против Аустро-Угарске и Немачке. Ради као главни уредник листа Чехословачка у Кијеву где је исте 1916. објавио превод свога Доброг војака Швејка на руском језику.
По избијању Октобарске револуције, Чехословачки легионари се противе револуцији, док Хашек види револуцију као могућност социјалног и националног ослобођења. У фебруару 1918. постаје војник Црвене армије и објављује своје чланке у комунистичком листу Пионир. У марту исте године постаје члан Комунистичке партије Русије. Од априла до јуна 1918. делује међу Чехословачким легионарима као агент Црвене армије, где покушава да врбује Чехе и Словаке да пређу на страну Црвене армије. Преки суд Чехословачких легионара издаје наредбу да се Хашек ухапси, након чега Хашек бежи црвеноармејцима у Симбирск септембра 1918. године. У децембру 1918. ради у политичком оделењу Пете армије и постаје помоћник армијског командира Булгуме. Од 1919. до 1920. године вршио је разне дужности у Црвеној армији и Комунистичкој партији, при чему је био уредник разних листова у Уфи, Краснојарску и другим руским градовима. У мају 1920. се оженио Александром Григорјевном Љвовном.

## Повратак у Чехословачку
Децембра 1920. се враћа у Чехословачку са идејом да ради на оснивању Комунистичке партије Чехословачке. Све до фебруара 1920. Хашек је боравио у карантину у граду Пардубице. Комунистички покрет је био угушен у Чехословачкој, а Хашек је био у опасности од судског гоњења због бигамије и забрањене политичке актиности. У периоду јануар-март 1921. године објављује у Трибуни циклус проповетки Командир града Булгуме и издаје први пут роман Добри војак Швејк у светском рату. Ово издање Доброг војака продаје колпортерски заједно са његовим пријатељем Сауером. У јулу 1921. године издавач А. Синк издаје Доброг војака а Хашек пише други део Доброг војака. У аугусту 1921. се пресељава у Липњице на Сазави где до јануара 1922. године пише трећи део Доброг војака. Исте године публикује књигу проповедака Добри војак Швејк пре светског рата и друге чудне догодовштине и књигу Мировна конференција и друге хумореске.

## Смрт
У децембру 1922. Хашеку се погоршава здравље као последица боемског живота, боравка у заробљеништву и тешког живота и рада у Црвеној армији. Године 1923. 3. јануара у 8 сати ујутро, Јарослав Хашек умире од срчаног удара.
Вацлав Менгер, чешки глумац и близак пријатељ Јарослава Хашека, је написао да је Јарослав живео живот мање од 40 година, живот препун беде, лошег понашања, физичке и душевне патње. И поред свега Јарослав је био човек огромне духовне снаге, стопроцентни оптимист, пун хумора и натприродне безбрижности са којом се коцкао у својој души а и на рачун здравља и свега материјалног.

## Нејасноће и занимљивости
У чешкој и словачкој јавности Јарослав Хашек сматра се боемом. Као аутор, Хашек је био врло продуктиван. Његова дела показују да је имао опсежно (можда помало несистематско) хуманистичко образовање. У родну Чехословачку послат је да организује комунистички покрет, што такође подупире тезу да су га у совјетској Русији морали доживљавати као одговорну особу и способног организатора. Предмет расправе и нагађања је како се Хашек понашао у Црвеној армији, посебно у време када је био повереник, а тиме и у одређеном смислу неограничени владар Бугулма. Према неким изворима, Хашек је био у блиском контакту с Лавом Троцким у Русији и подржавао је његове идеје и концепте. Хашекови најближи сарадници у Русији Николај Иванович Кочкуров и Владимир Јаковлевич Зазубрин постали су жртве стаљинистичке репресије.
Предмет шпекулација је и Хашекова мистериозна мисија у Монголији коју је вероватно организовао у совјетској служби. Павел Ган тврди да је тамо био у контакту с кинеским револуционаром Ченом Чанхајем]] и намеравао је с њим оде у Кину, те је у ту сврху вероватно научио кинески језик.
Према многим сведочењима, Хашек се вратио у Чешку против своје воље. Међутим, према другим изворима, он је де фацто побегао из Русије због сумње на репресију. Шура је наводно рекла Густаву Јаноучу: „Почели су да тајно прикупљају материјале против њега. Јарославчíк је то сазнао. Због тога је желио да оде. Није желио де иде на војни суд.”
Не баш добро познат аспект Хашекове биографије је да се након повратка у домовину нашао у некој врсти изолације. Са свих страна осећао се непожељним. Након напуштања комунистичке политике, Станислав Костка Неуман назвао га је „издајником пролетерске револуције”. За песника Карла Томана, он је опет био „издајник нације”. Било је још сличних непријатељских реакција. Хашеков одлазак у Липнице, где је тада написао Швејка, мотивиран је непријатељском атмосфером коју је затекао у Прагу.

## Дела
У почетку је углавном писао путописе и хумореске које је објављивао у часописима. Већину својих дела написао је у прашким кафанама. Темељ његове прозе била су његова стварна искуства, која збуњују читаоце, јер није увек јасно шта је истина, а што само песничко претеривање.
Хашек је мрзео претварање, сентименталност, иронично реагирајући на друштвене стихове. Следећа типична детерминанта његових дела је отпор моралним и књижевним устаљеним формама.
Његово далеко најпознатије дело, четвероделни хумористични роман Доживљаји доброг војника Швејка, преведен је на 58 језика, неколико пута сниман и драматизован. Ово је најважније Хашеково дело с прикладним илустрацијама Јосефа Ладе. Није имао времена да доврши ово дело, 4. део за њега је написао Карел Ванěк, који се, међутим, дистанцирао од изворне идеје дела. Наставак романа изашао је 1921. године, али је био широко критикован (Виктор Дик, Јарослав Дурич, Ф. X. Шалда итд.). Иван Олбрачт је међу првима похвалио Хашеково дело: „То је једна од најбољих књига икада написаних у Чешкој, Швејк је сасвим нова врста у светској књижевности, еквивалентна Дон Кихоту, Хамлету, Фаусту, Обломову, Карамазову”, написао је тада Олбрачт. Позитивне критике упутили су и Карел Чапек, Јосеф Чапек, Јулиус Фучíк и Вíтезслав Незвал, који су Хашеково дело повезивали с дадаизмом. Расправе о вредности дела водиле су се и касније. Филозоф Карел Косíк у роману је видео „израз апсурда отуђеног света”, естетичар Јан Гросман повезао је Швејка с егзистенцијализмом, теоретичар књижевности Јиндрич Чалупецки лик Швејка описао га је као „трагичног барда европског нихилизма”, књижевник Милан Кундера описао је роман као израз „чисте ирационалности историје”. Швејк је драматизован неколико пута, сам Хашек извео је прву драматизацију на Револуционарној сцену Емила Артура Лонгена, 1928. године.
Позоришна адаптација Швејка у Другом светском рату немачког књижевника Бертолда Брехта постигла је међународну славу.

## Филмске адаптације
Прва филмска адаптација, још увек у ери немог филма, датира из 1926. године, када је Швејка екранизовао Карел Ламач с Карелом Нолллом у главној улози. Филм има и други наставак под називом Швејк на фронту. Још једну филмску адаптацију направио је Мартин Фрич 1931. године, а овај пут доброг војника глумио је Саша Рашилов. Међутим, филм није сачуван у целини, због чега се ретко приказује. Јири Трнка снимио је луткарски филм о Швејку 1954. године, а све ликове је приповедао Јан Верич.
Друга луткарска верзија, овог пута Станислава Латала, направљена је 1986. Године 2016. објављено је да ће режисер Бохдан Слама направити нову филмску адаптацију с Павелом Лишком у главној улози Швејка. Швејк је привукао и стране филмске уметнике, 1960. Аксел фон Амбесер, на пример, снимио је филм Дер Браве Солдат Швејк у тадашњој Западној Немачкој. Друга немачка верзија датира из 1972. године, а занимљиво је да је у писању сценарија суделовао и рођени Пражанин и Хашеков пријатељ Макс Брод.
Швејк је прилично популаран у Финској, те је 1967. направљена десетоделна серија под називом Куннон сотамиес Свејкин сеикаилуја. У пољском телевизијском филму Прзигоди добрего војак Швејк из 1999. године, Швејка је играо популарни Јерзи Стухр.
Године 2009. снимљен је британско-украјински анимирани филм Добри војник Швејк, режисера Роберта Кромбиеја. Швејку је у чешкој верзији глас посудио Ладислав Потмешил. Исте године су и Руси снимили анимирану верзију Швејка. Хашекове кратке приче послужиле су и као тема за словачку телевизију, од којих су четири, с приказом Хашекових искустава с путовања у Словачку, снимљене под насловом Вукови из 1982.

## Запаженост
Не само у Чешкој, већ и у иносранству, Јарослава Хашека доживљавају као генијалног романописца који је свету дао један од најимпресивнијих сатиричних описа догађаја на бојним пољима Првог светског рата. У [[Русија|Русиј]и] Хашек још увек има много присталица који имају чак и властиту организацију. У граду Бугулма, Хашек има властити музеј, у Санкт Петербургу и Москви, улице су назване по њему.
Јарославу Хашеку у прашком Жижкову 2005. откривен је споменик којег је започео Карел Непраш, а довршила његова кћерка Каролина Непрашова.
Воз Евроцитy који вози према Прагу, Брну, Братислави и Будимпешти назван је по Јарославу Хашеку. Број воза је 275/274.